# 连五乡
连五乡，是中华人民共和国甘肃省天水市张家川回族自治县下辖的一个乡镇级行政单位。

## 行政区划
连五乡下辖以下地区：
高庄村、黄家村、张家村、中心村、中渠村、员家村、连五村、马咀村、夭庄村、四合村、陈家村、兰家村、三合村和李家村。